# Lyonsiidae
Die Lyonsiidae sind eine Biologie der Muscheln aus der Großgruppe der Anomalodesmata. Es ist eine vergleichsweise kleine Familie mit knapp 50 rezenten Arten und einer bisher unbestimmten Anzahl fossiler Arten. Die ältesten Vertreter der Familie datieren aus dem Paläozän. Die Lyonsiidae werden gelegentlich auch Schnabelmuscheln genannt, dürfen aber nicht mit der Muschelfamilie Cuspidariidae verwechselt werden, die ebenfalls Schnabelmuscheln genannt werden.

## Merkmale
Die ungleichklappigen Gehäuse sind sehr klein (2 mm) bis mittelgroß (über 10 cm). Die linke Klappe ist generell etwas größer als die rechte Klappe und steht mehr oder weniger deutlich über. Die Gehäuse sind im Umriss gerundet-quadratisch, rundlich bis länglich-eiförmig. Sie sind ungleichseitig, die nach vorne eingerollten Wirbel liegen vor der Mitte. Bei vielen Arten klaffen die Gehäuse am hinteren Ende. Das Ligament liegt intern, beiderseits einer kalkigen Platte (Lithodesma) aufliegend. Bei vielen Arten ist das dicke Periostracum dorsal verwachsen und bildet eine Art sekundäres Ligament. Schlosszähne fehlen. Die Mantellinie ist tief eingebuchtet. Es sind zwei vergleichsweise kleine Schließmuskel vorhanden. Meist sind sie in etwa gleich groß, bei manchen Arten ist jedoch der vordere Schließmuskel deutlich größer.
Die aragonitische Schale ist dünn und zerbrechlich. Sie besteht aus einer inneren Lage von schichtigem Perlmutt, einer mittleren Lage aus lentikularem Perlmutt und einer äußeren prismatischen Lage. Letztere ist im Verhältnis zur Dicke der beiden Perlmutt-Lagen relativ dünn. Bei einigen Arten ist die mittlere Lage granular-prismatisch aufgebaut. Das Periostracum ist dünn bis sehr dick, oft hängen Sedimentpartikel an oder es besitzt eingelagerte nadelartige Kalkkristalle. Das Periostracum kann auch leicht abblättern. Die Ornamentierung besteht aus mehr oder weniger kräftigen randparallelen Anwachsstreifen. Auch radiale Elemente können vorhanden sein.
Die Siphonen sind kurz und nicht miteinander verwachsen. Der Fuß ist groß und seitlich eingeengt, oder klein mit einer Byssusgrube. Der Byssus bleibt bis in das Adultstadium erhalten.

## Geographische Verbreitung und Lebensraum
Die Familie ist weltweit in flachen Gewässern (meist nur wenige Zehner Meter tief) verbreitet. Sie leben flach eingegraben im Sediment oder auch als Nestler auf der Sedimentoberfläche. Einige Arten leben auch in Gemeinschaft mit Schwämmen (Porifera) oder Seescheiden (Ascidiae).

## Taxonomie
Die Familie wurde von Paul Fischer 1887 vorgeschlagen. Sie ist heute allgemein akzeptiert.
- Familie Lyonsiidae P. Fischer, 1886
  - Entodesma Philippi, 1845
  - Lyonsia Turton, 1822
    - Norwegische Schnabelmuschel (Lyonsia norwegica (Gmelin, 1791))

  - Mytilimeria Conrad, 1837
  - Sinolyonsia Xu, 1992

## Belege